# 金沢次男
金沢 次男（かなざわ つぎお、1958年12月18日 - ）は、茨城県常陸太田市出身の元プロ野球選手（投手）。

## 来歴・人物
中学1年次でゴルフを始め、当初はプロゴルファー志望だったが、佐竹高在学時にその運動能力を野球部顧問に認められ、野球を始める。
高校卒業後は、社会人野球の三菱自動車川崎に進み、1981年の都市対抗野球に控え投手として出場したが、先発は福家雅明が務めて登板はなかった。
1981年のプロ野球ドラフト会議で横浜大洋ホエールズから5位指名を受け入団。
1982年は、プロ初登板から5月2日の対ヤクルト戦まで26回1/3連続イニング無失点を記録。この試合では4回表二死満塁の場面で救援登板し無失点に抑えるも5回表先頭の角富士夫に3号本塁打を打たれプロ初失点となった。速球と大きく曲がり落ちるカーブを武器に、1983年、1984年と2年連続10勝を挙げるなど、遠藤一彦に次ぐ2番手の先発投手として活躍。監督の関根潤三から、口元から銀歯が見えたのと名前の『次男』から「銀次」のあだ名をつけられた。しかし翌年の1983年10月22日、後楽園球場での巨人戦で堀内恒夫の現役最終打席となる8回、堀内に本塁打を打たれた。堀内から試合後に「カラ振りしようと思ったのに、ホームランになっちゃって。相手はこれからの投手なのに悪いことしたかな」とコメントされている。
1986年、大畑徹と共に木田勇・高橋正巳との交換トレードで日本ハムファイターズに移籍。1986年にも10勝を記録する。
1989年は1勝に終わり12月6日、球団から「他球団にトレードを打診したが話がまとまらなかった」として戦力外通告を受ける。弱体の投手陣のヤクルトスワローズから獲得の意思があり、無償トレードでの移籍が決まった。大洋時代に続いて近藤貞雄監督での1年目終了時に移籍となっている。
1990年、プロ入り初めて先発なしのリリーフ専任となったが、ショート、ロングリリーフ問わない登板やセーブシチュエーションでも登板し自己最多の5セーブを記録した。
1991年は僅か4試合の登板でプロ入りして初となる未勝利に終わる。このころサイドスローに転向する。
1992年と1993年はヤクルトの2年連続優勝に貢献。殆ど中継ぎだったが、ローテーションの谷間で先発するなど随所で存在感を発揮。日本シリーズにも登板した。大洋、日本ハム時代は優しい性格をカバーする為に、パンチパーマに口ひげという風貌だったが、ヤクルトではひげを生やすのが禁止されていたために剃り落とし、眼鏡をかけていた。
1992年8月9日深夜に自宅近くをランニング中に痴漢を発見し、その場で取り押さえ警察から感謝状をもらったことがある。
1995年、千葉ロッテマリーンズに移籍し、同年限りで現役を引退。日本ハムから勝利を挙げれば史上3人目の全球団勝利だった。8月18日にはその日本ハム戦に先発の機会を与えられ、初回に援護点をもらったが、次の回から降板する4回まで全て失点し敗戦投手となった。
武器はスライダー、カーブ、シュート、フォーク、チェンジアップ。
引退後はゴルフ界に転身し、レッスンプロとなった。

## 詳細情報

### 年度別投手成績
| 年 度      | 球 団      | 登 板 | 先 発 | 完 投 | 完 封 | 無 四 球 | 勝 利 | 敗 戦 | セ 丨 ブ | ホ 丨 ル ド | 勝 率 | 打 者 | 投 球 回 | 被 安 打 | 被 本 塁 打 | 与 四 球 | 敬 遠 | 与 死 球 | 奪 三 振 | 暴 投 | ボ 丨 ク | 失 点 | 自 責 点 | 防 御 率 | W H I P |
| ---------- | ---------- | ----- | ----- | ----- | ----- | -------- | ----- | ----- | -------- | ----------- | ----- | ----- | -------- | -------- | ----------- | -------- | ----- | -------- | -------- | ----- | -------- | ----- | -------- | -------- | ------- |
| 1982       | 大洋       | 24    | 5     | 0     | 0     | 0        | 5     | 4     | 0        | --          | .556  | 311   | 73.0     | 60       | 11          | 35       | 6     | 3        | 53       | 4     | 0        | 33    | 32       | 3.95     | 1.30    |
| 1983       | 大洋       | 37    | 28    | 4     | 1     | 0        | 10    | 12    | 2        | --          | .455  | 805   | 182.1    | 188      | 33          | 85       | 6     | 7        | 118      | 1     | 1        | 108   | 100      | 4.94     | 1.50    |
| 1984       | 大洋       | 30    | 25    | 7     | 2     | 0        | 10    | 11    | 0        | --          | .476  | 790   | 185.1    | 184      | 25          | 62       | 8     | 7        | 123      | 4     | 0        | 81    | 79       | 3.84     | 1.33    |
| 1985       | 大洋       | 23    | 14    | 0     | 0     | 0        | 3     | 7     | 0        | --          | .300  | 333   | 70.2     | 78       | 19          | 41       | 1     | 2        | 43       | 4     | 0        | 60    | 59       | 7.51     | 1.68    |
| 1986       | 日本ハム   | 27    | 26    | 7     | 2     | 4        | 10    | 9     | 0        | --          | .526  | 727   | 178.1    | 171      | 26          | 38       | 0     | 3        | 122      | 8     | 1        | 75    | 75       | 3.79     | 1.17    |
| 1987       | 日本ハム   | 23    | 16    | 2     | 0     | 1        | 6     | 6     | 0        | --          | .500  | 455   | 103.1    | 125      | 23          | 23       | 0     | 2        | 70       | 4     | 0        | 58    | 57       | 4.96     | 1.43    |
| 1988       | 日本ハム   | 21    | 16    | 2     | 0     | 0        | 4     | 7     | 0        | --          | .364  | 434   | 103.1    | 106      | 10          | 30       | 1     | 2        | 73       | 3     | 0        | 46    | 43       | 3.75     | 1.32    |
| 1989       | 日本ハム   | 28    | 5     | 0     | 0     | 0        | 1     | 2     | 0        | --          | .333  | 358   | 86.2     | 81       | 10          | 22       | 0     | 4        | 58       | 2     | 0        | 39    | 32       | 3.32     | 1.19    |
| 1990       | ヤクルト   | 37    | 0     | 0     | 0     | 0        | 6     | 7     | 5        | --          | .462  | 308   | 74.0     | 60       | 12          | 33       | 4     | 0        | 69       | 1     | 0        | 33    | 30       | 3.65     | 1.26    |
| 1991       | ヤクルト   | 4     | 0     | 0     | 0     | 0        | 0     | 0     | 0        | --          | ----  | 24    | 5.1      | 8        | 1           | 0        | 0     | 0        | 6        | 0     | 0        | 4     | 4        | 6.75     | 1.50    |
| 1992       | ヤクルト   | 40    | 6     | 0     | 0     | 0        | 3     | 2     | 0        | --          | .600  | 322   | 73.2     | 65       | 6           | 31       | 0     | 9        | 74       | 4     | 1        | 37    | 28       | 3.42     | 1.30    |
| 1993       | ヤクルト   | 31    | 1     | 0     | 0     | 0        | 1     | 1     | 0        | --          | .500  | 172   | 42.0     | 34       | 7           | 11       | 2     | 1        | 39       | 1     | 0        | 16    | 13       | 2.79     | 1.07    |
| 1994       | ヤクルト   | 23    | 2     | 0     | 0     | 0        | 1     | 1     | 0        | --          | .500  | 136   | 30.0     | 34       | 5           | 14       | 0     | 2        | 32       | 0     | 0        | 16    | 14       | 4.20     | 1.60    |
| 1995       | ロッテ     | 19    | 1     | 0     | 0     | 0        | 0     | 1     | 0        | --          | .000  | 132   | 31.0     | 22       | 2           | 14       | 1     | 5        | 26       | 3     | 0        | 14    | 13       | 3.77     | 1.16    |
| 通算：14年 | 通算：14年 | 367   | 145   | 22    | 5     | 5        | 60    | 70    | 7        | --          | .462  | 5307  | 1239.0   | 1216     | 190         | 439      | 29    | 47       | 906      | 39    | 3        | 620   | 579      | 4.21     | 1.34    |

- 各年度の太字はリーグ最高

### 記録
初記録
- 初登板：1982年4月4日、対阪神タイガース2回戦（横浜スタジアム）、6回表に2番手で救援登板、1回無失点
- 初奪三振：1982年4月5日、対読売ジャイアンツ1回戦（横浜スタジアム）、5回表にゲーリー・トマソンから
- 初勝利：1982年4月11日、対広島東洋カープ3回戦（広島市民球場）、7回裏に2番手で救援登板、2回無失点
- 初先発登板：1982年9月1日、対阪神タイガース22回戦（横浜スタジアム）、5回2/3を2失点で敗戦投手
- 初先発勝利：1983年4月20日、対阪神タイガース1回戦（阪神甲子園球場）、6回2失点（自責点0）
- 初セーブ：1983年6月9日、対読売ジャイアンツ10回戦（横浜スタジアム）、8回裏に2番手で救援登板・完了、2回無失点
- 初完投勝利・初完封勝利：1983年7月13日、対ヤクルトスワローズ14回戦（明治神宮野球場）

節目の記録
- 1000投球回数：1990年4月29日、対読売ジャイアンツ4回戦（明治神宮野球場）、5回表2死目に槙原寛己を三振で達成

### 背番号
- 49 （1982年 - 1983年）
- 19 （1984年 - 1985年）
- 20 （1986年 - 1989年）
- 41 （1990年 - 1994年）
- 46 （1995年）